# Broadway (Sydney)
Broadway je ulice v australském městě Sydney. Představuje hranici mezi předměstími Ultimo na severu a Chippendale na jihu.
Na západním konci se ulice začíná jmenovat Parramatta Road. Společně jsou součástí dálnice Great Western Highway. Broadway spojuje komplexy dvou vysokých škol – University of Sydney a University of Technology, Sydney.

## Dějiny
Historický význam dává Broadwayi to, že je jednou z prvních ulic vybudovaných v kolonii Nový Jižní Wales, vznikla v roce 1794. Nesla název George Street South a George Street West. Po rozšíření v roce 1906, kdy bylo postaveno Ústřední nádraží v Sydney, začala být označována jako Broadway („Široká ulice“).
Na začátku 19. století bylo zavedeno mýtné na cestě do Parramatty, vybíráno bylo na dnešním Railway Square, později na dnešní konec Broadwaye a Parramatta Road.
Po devadesát let, do roku 1995, byl na Broadwayi ústřední obchodní dům řetězce Grace Bros. V roce 1954 ho navštívila i královna Alžběta II. Další významnou památkou je konferenční středisko Embassy Conference Centre z 90. let 19. století.
Provoz na Broadwayi zajišťovaly kromě automobilů také od 1. poloviny 20. století tramvaje, až do zrušení zdejší tratě v roce 1958.

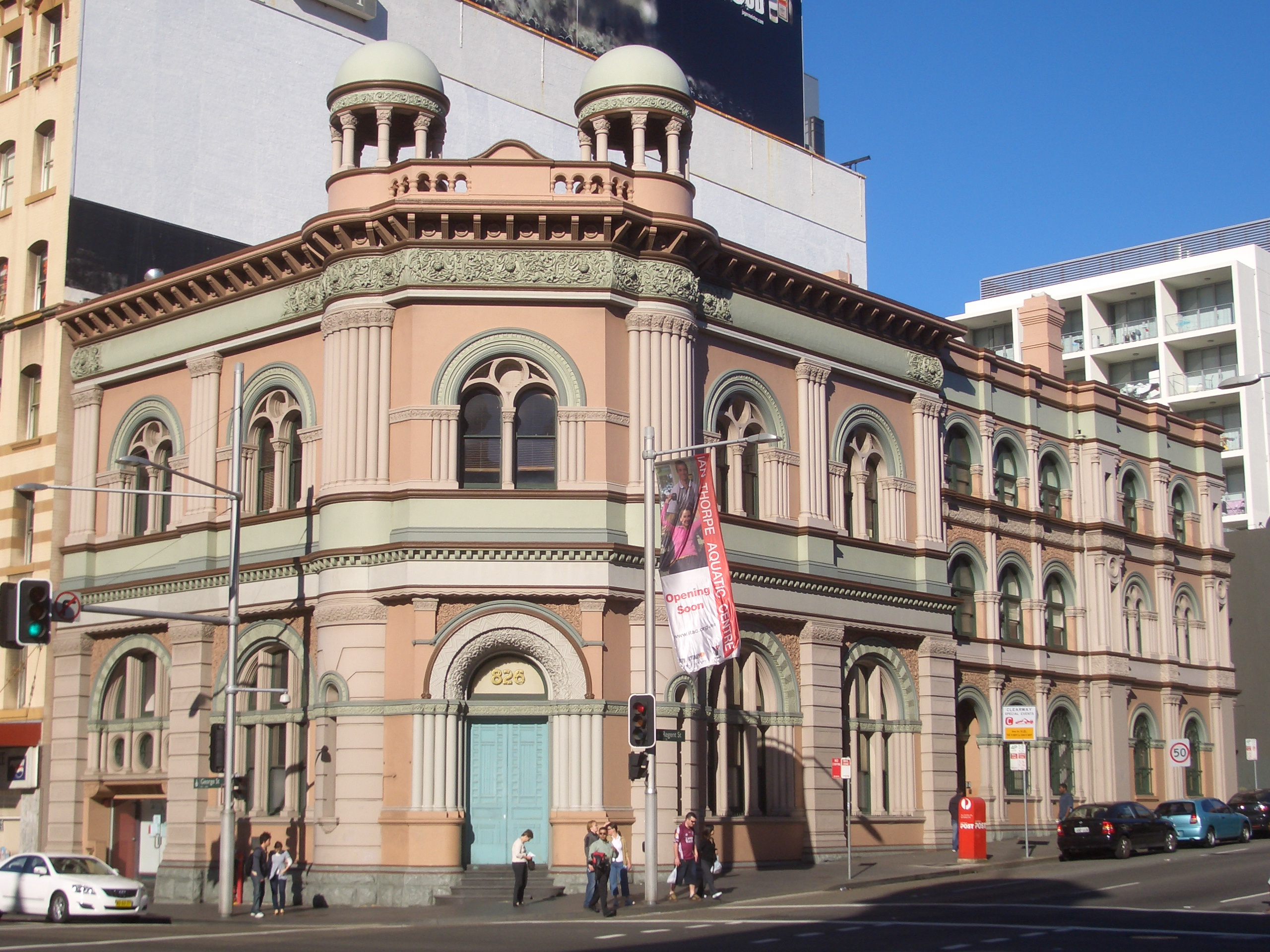
Embassy Conference Centre
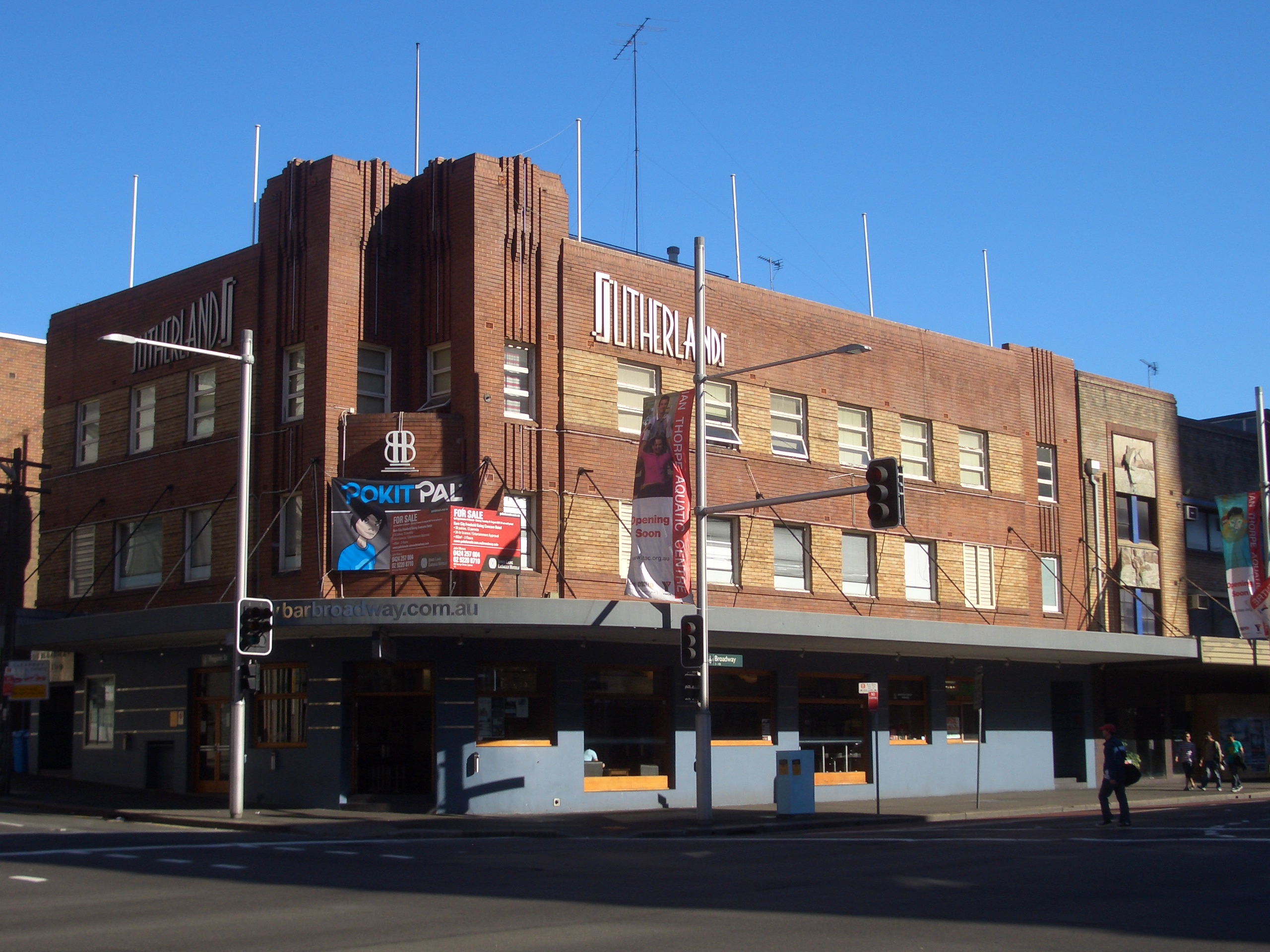
Bar Broadway
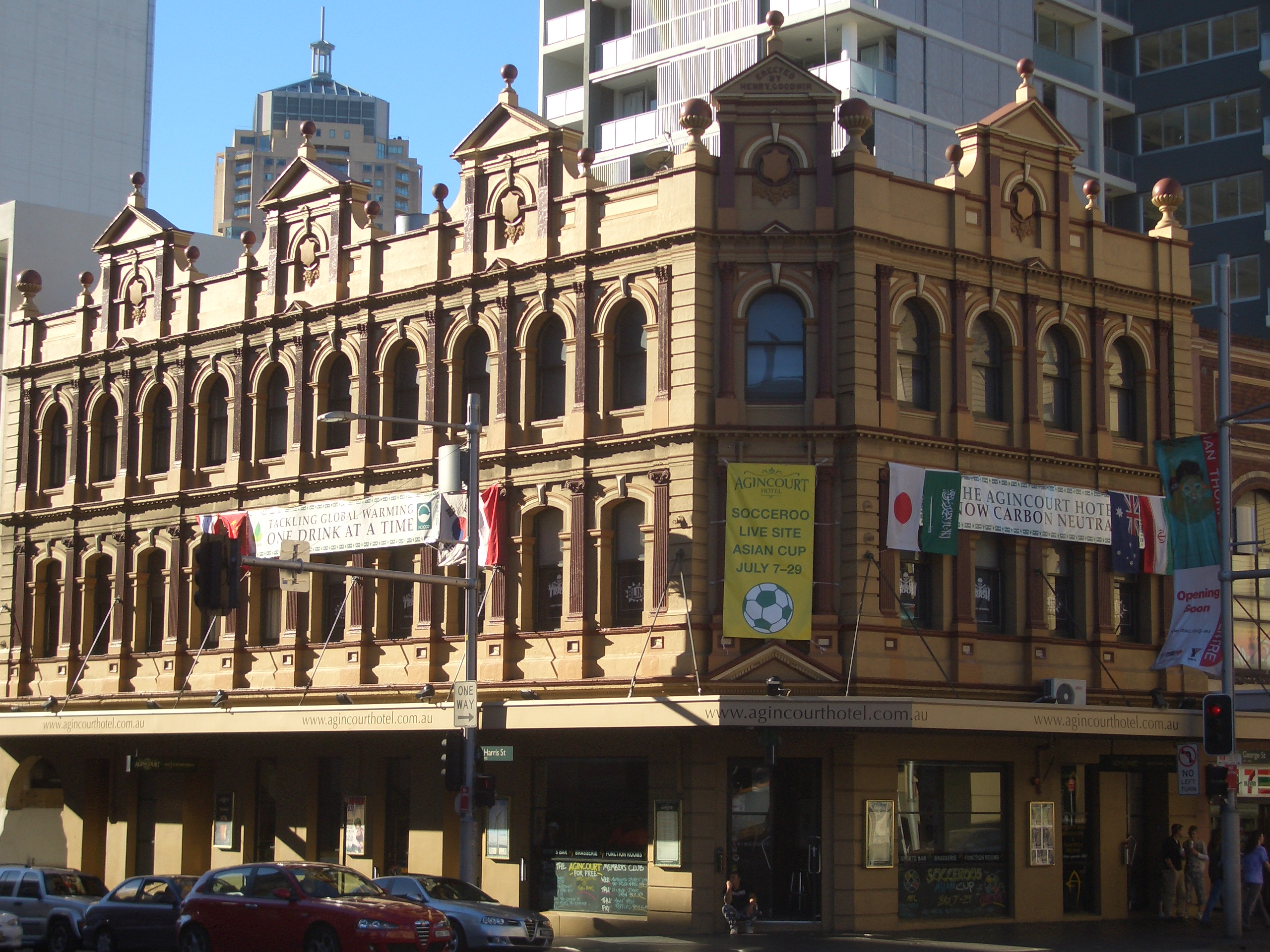
Hotel Agincourt